# Ignacio Álvarez Thomas

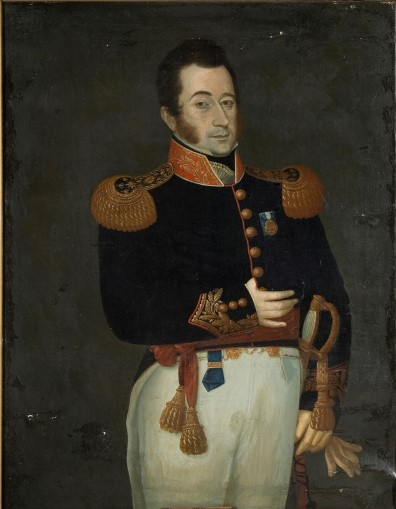
Ignacio Álvarez Thomas

José Ignacio Álvarez Thomas (* 15. Februar 1787 in Arequipa, Peru; † 19. Juli 1857 in Buenos Aires, Argentinien) war ein argentinischer Offizier und Politiker.

## Leben
Ignacio Álvarez Thomas kam im peruanischen Arequipa zur Welt, wo sein Vater Antonio Álvarez y Ximénez als spanischer Kolonialgouverneur und Brigadegeneral stationiert war. Seine Mutter Isabel Thomas Ramzé stammte aus Barcelona.
1797 wurde sein Vater nach Spanien gerufen. Da sich Spanien an der Seite Napoleon Bonapartes im Krieg mit England befand, erschien ihm die Überfahrt über den Atlantik für seine Familie zu gefährlich. Daher verblieben Isabel und Ignacio in Buenos Aires.
Ignacio Álvarez trat so in sehr jungen Jahren in den Dienst der spanischen Armee. Als die Briten 1806 unter William Carr Beresford Buenos Aires eroberten, stand der junge Álvarez an der Spitze eines Kavallerietrupps, der die britischen Flottenbewegungen auskundschaften sollte. Bei der britischen Invasion 1807 unter dem Befehl von John Whitelocke kämpfte er, wurde schwer verwundet und geriet in britische Gefangenschaft.
Nach dem Rückzug der Briten diente er im Rang eines Leutnants im Freiwilligenbataillon des Río de la Plata. Im Mai 1810 stürzte die Ratsversammlung von Buenos Aires den spanischen Vizekönig und setzte eine eigene Regierung ein. Ignacio Álvarez Thomas unterstützte die Unabhängigkeitsbewegung.
1814 focht er im Range eines Obersten unter dem Befehl von Carlos María de Alvear auf Seiten der Unabhängigkeitsarmee gegen die spanischen Royalisten, die in Montevideo ihre letzte Bastion verteidigten. Als Alvear an der Spitze der Regierung der Provincias Unidas del Río de la Plata stand, wandte sich Álvarez Thomas gegen ihn und unterstützte den Staatsstreich, der ihn stürzte.
Als neuer Director Supremo wurde José Rondeau gewählt, der das Amt aber nicht antreten konnte, weil er sich auf einem Feldzug im Hochland von Peru befand. Stellvertretend übernahm Álvarez am 21. April 1815 das Amt. Er entsandte Truppen in die aufständische Provinz Santa Fé; Álvarez zählte zu den Unitaristen, die für einen starken Zentralstaat eintraten, im Gegensatz zu den Föderalisten, die eine weitgehende Autonomie der Provinzen anstrebten. Zur Klärung dieses Disputes und zur Erarbeitung einer Verfassung berief er den Kongress von Tucumán ein, der im Juli 1816 formell die Unabhängigkeit Argentiniens ausrufen sollte. Schon zuvor, am 3. Mai 1816 wurde Álvarez als Director Supremo von Antonio González Balcarce abgelöst.
Im Konflikt, der zum Bürgerkrieg werden sollte, blieb er ein einflussreicher Vertreter der Unitaristen. Ab 1820 wurde er als Botschafter der Provinz Buenos Aires nach Peru und Chile entsandt.
Als Kritiker der Regierung von Juan Manuel de Rosas wurde er ins Exil verbannt und nahm seinen Wohnsitz im brasilianischen Rio de Janeiro. Von dort plante er 1840 einen Aufstand gegen Rosas, der aber keinen Erfolg hatte. Erst nach dem Sturz Rosas durch Justo José de Urquiza 1852 durfte er nach Buenos Aires zurückkehren. Dort starb er im Juli 1857.